# Arrested Development (band)
Arrested Development is een Amerikaanse hiphopgroep uit Atlanta, die met Afrocentrisch maatschappelijk geëngageerde teksten een alternatief wil zijn voor gangsta rap.

## Biografie
De groep werd in 1988 opgericht door rapper Speech (Todd Thomas) en DJ Headliner (Timothy Barnwell), studiegenoten van de kunstacademie in Atlanta. Het eerste album uit 1992, 3 Years, 5 Months & 2 Days in the Life Of..., werd vier keer platina in hun thuisland en bevat de hitsingles "Tennessee", "People Everyday" en "Mr. Wendal". Een jaar later ontving de groep twee Grammy Awards in de categorie Beste Rap Album en Beste Nieuwkomer en werden ze uitgeroepen tot Band van het Jaar door het muziektijdschrift Rolling Stone.
In 1994 bracht de groep het album Zingalamaduni uit, dat het succes van hun debuut niet kon evenaren. Arrested Development ging in 1996 uiteen. De band hergroepeerde in 2000, echter zonder DJ Headliner, en bracht sindsdien vier studioalbums uit.
Groepslid Baba Oje overleed op 26 oktober 2018 aan leukemie; hij was 86 of 87 jaar.
In 2019 kreeg Arrested Development tijdens de Black Honors een onderscheiding voor hun bijdrage aan de Afro-Amerikaanse muziek.

## Discografie

### Albums
| Album met eventuele hitnotering(en) in de Nederlandse Album Top 100 | Datum van verschijnen | Datum van binnenkomst | Hoogste positie | Aantal weken | Opmerkingen |
| ------------------------------------------------------------------- | --------------------- | --------------------- | --------------- | ------------ | ----------- |
| 3 Years, 5 Months & 2 Days in the Life Of...                        | 1992                  | -                     | 30              | -            |             |
| Arrested Development Unplugged                                      | 1993                  | -                     | -               | -            |             |
| Zingalamaduni                                                       | 1994                  | -                     | 54              | -            |             |
| Da Feelin' EP                                                       | 2000                  | -                     | -               |              |             |
| Heroes of the Harvest                                               | 2002                  | -                     | -               |              |             |
| Among The Trees                                                     | 2004                  | -                     | -               |              |             |
| Since The Last Time                                                 | 2006                  | -                     | -               |              |             |
| Strong                                                              | 2010                  | -                     | -               |              |             |

### Singles
| Single met eventuele hitnotering(en) in de Nederlandse Top 40 | Datum van verschijnen | Datum van binnenkomst | Hoogste positie | Aantal weken | Opmerkingen                 |
| ------------------------------------------------------------- | --------------------- | --------------------- | --------------- | ------------ | --------------------------- |
| Tennessee                                                     | 1992                  | 25-7-1992             | 31              | 3            | Nr. 34 in de Single Top 100 |
| People Everyday                                               | 1992                  | 5-12-1992             | 26              | 5            | Nr. 20 in de Single Top 100 |
| Mr. Wendal                                                    | 1993                  | 13-2-1993             | Tip 5           |              | Nr. 42 in de Single Top 100 |